# 사운드스톰
사운드스톰(SoundStorm)은 한때 엔포스 오디오 처리 장치 (APU) 기반의 엔포스2 플랫폼을 위해 엔비디아가 개발한 고급 통합 5.1 사운드 기술 인증이었다. 지금은 개발이 중단되었다.

## 인증
사운드스톰 인증을 수행하려면 메인보드 제조업체는 엔포스 APU와 필수적인 별도의 출력을 포함해야 했다. 또한 돌비 디지털 사운드 랩스의 테스트를 통해 일정 수준의 음질 기준을 충족해야 했다.
사운드스톰 인증은 수많은 제조업체가 높은 음질의 소리 출력의 솔루션을 제작하는 것을 보증하였다. 이러한 까닭에 사운드스톰은 싼 깂에 높은 음질을 제공하였으므로 하드웨어 애호가 커뮤니티에서 대단한 관심거리였다. 또한 그 당시 홈 시어터 PC에 중요하였던 돌비 디지털 5.1을 출력할 수 있는 유일한 PC 사운드 카드였다.

## 하드웨어
오디오 칩으로 일컫기도 했지만 이는 잘못된 개념이다. 사운드스톰의 오디오 칩 부품은 엔포스 APU이며, 이는 엔포스, 엔포스2 칩셋에 각각 MCP-D와 MCP-T 사우스브리지에 포함되어 있다. 일련의 고정 기능과 일반 목적의 처리 장치들은 1초에 40억 개의 명령어를 제공한다. 완전히 프로그래밍할 수 있는 모토로라 56000 기반의 디지털 신호 처리는 효과 처리를 위해 제공되지만 PC의 다이렉트X에 의해 거의 지원을 받지는 못한다. APU 위의 DSP는 보통 3D 오디오 미들웨어 회사 센사우라로부터 대부분의 코드를 받아 이용된다. 센사우라 미들웨어는 또한 크리에이티브 테크놀로지를 비롯하여 거의 모든 사운드 카드 및 오디오 코덱의 윈도 드라이버를 통해 사용된다. 센사우라 코드가 제공하는 일반적인 소프트웨어 기능과 달리 사운드스톰 솔루션은 하드웨어 DSP 위에서 같은 코드로 실행하였기 때문에 CPU 사용률을 크게 낮출 수 있었다. 실시간 돌비 디지털 5.1 인코딩을 지원하였다. 당시 다른 오디오 솔루션에 비해, 유명한 멀티미디어 응용 프로그램이 실행될 때의 CPU 사용률의 차이는 10~20%나 차이가 났다. 크리에이티브 오디지가 비슷한 성능을 제공하였지만 가격이 너무 비쌌고 부차적인 솔루션일 뿐이었다.

## 드라이버
사운드스톰 솔루션이 시동 시간에 장치 드라이버에 의해 코드가 카드로 송신되는 일반 목적의 DSP였기 때문에, 새로운 기능을 카드에 추가하기 쉬웠다. 그러나 DSP 코드에 대한 접근을 제공하지 못하므로 사운드스톰을 위한 서드파티 장치 드라이버를 만들지 못하였다. 사운드스톰을 위한 리눅스 드라이버는 실제로 리얼텍 ALC650과 비슷하게 오디오 코덱과 상호 작용하며 APU를 완전히 무시하고 소프트웨어로 모든 오디오 기능을 사용할 수 있다.
엔포스2 APU는 순수하게 디지털 부품이며 메인보드 제조업체는 여전히 오디오 출력 기능을 위해 리얼텍으로부터 650과 같은 코덱 칩을 사용해야 했으며, 디지털 아날로그 변환회로(DAC)를 반드시 포함하였다. 사운드스톰이 권한을 양도한 뒤에 리얼텍 850과 같은 코덱 칩은 오디오를 처리할 때 호스트 프로세서(CPU)의 부담을 더는 표준 통합 오디오 솔루션이 되었다. 장치 드라이버의 품질은 음질 문제를 제외하고 상당히 낮은 호스트 프로세서의 사용률을 보증하는 데에 매우 중요하다.

## 엑스박스
사운드스톰 개발은 원래 마이크로소프트가 엑스박스 게임기에 사용하기 위해 투자를 받았다. 2세대 칩이 개발되던 시기에는 플레이스테이션 3 프로젝트의 일부를 위해 소니로부터 투자를 받았다.

## 중단
엔비디아는 사운드스톰을 통합 제품으로 쓰기에는 제조 비용이 너무 높다는 것을 인지하였다.
2003년 말에 크리에이티브 테크놀로지가 센사우라를 인수함으로써 사운드스톰 APU 위에 돌아가는 코드를 포함하여 센사우라 기반의 사운드 하드웨어를 위한 드라이버 개발이 중단되었다. 센사우라로부터 미들웨어를 지원 받지 않고서는 사운드스톰 하드웨어와 드라이버를 꾸준히 개발하기에는 엔비디아에게는 비용적인 부담이 너무 컸다.
게다가, 공식적인 인증 절차가 없어서 메인보드 제조업체가 높은 음질의 출력에 필요한 부품의 품질을 사용할 때 받는 인센티브도 거의 없었다.

## 대안
터틀 비치와 Auzentech와 같은 다른 제조업체들은 그 뒤로 CMI8788과 같은 C-Media 칩 기반의 독자적인 사운드 카드를 생산하였다. 이 카드는 돌비 디지털과 DTS 인코딩 기능을 제공한다. 소프트웨어의 대안으로는 크리에이티브 오디지2 이후의 사운드 카드 위에 쓰이던 사운드스톰과 비슷하게 실시간 AC3 인코딩을 제공하는 redocneXk가 있다.

## 리눅스 시스템 드라이버 지원
리눅스에서 SPDIF 위의 AC3 인코딩을 사용하려면, 엔비디아가 제공하는 이진 드라이버가 필요하다. 커널 2.6.16부터 엔비디아의 드라이버 꾸러미는 빌드를 실패하지만 우분투 포럼에서 이러한 실패를 가능하게 만드는 방법을 제공한다. http://www.ubuntuforums.org/showthread.php?t=253725
AC3 인코딩 없이 SPDIF로 출력하려면 intel8x0 드라이버를 사용하여 ALSA의 dmix 기능을 활성화하면 된다.
asound.conf의 예는 다음과 같다:
```
pcm.nforce-hw {
    type hw
    card 0
}
pcm.!default {
    type plug
    slave.pcm "nforce"
}
pcm.nforce {
    type dmix
    ipc_key 1234
    slave {
        pcm "hw:0,2"
        period_time 0
        period_size 1024
        buffer_size 32768
    }
}
ctl.nforce-hw {
    type hw
    card 0

```

이 asound.conf는 ALSA 출력 스트림을 SPDIF 포트로 전환한다. 이는 칩셋에 따라 달라질 수 있다. 이를 확인하려면 다음과 같이 입력하라.
```
 cat /proc/asound/devices
```

수신기에 대한 출력은 PCM 스테레오가 되겠지만 AC3/DTS 패스스루(passthrough)는 완벽하게 동작한다.